# Konec Saturna
Konec Saturna (Конец «Сатурна») è un film del 1968 diretto da Villen Abramovič Azarov.